# Archivo Histórico Provincial de Salamanca
El Archivo Histórico Provincial de Salamanca es un archivo de titularidad pública con sede en la ciudad de Salamanca que actúa como archivo histórico e intermedio para la administración central, autonómica y territorial en la provincia de Salamanca. 

## Historia del Archivo
El Archivo Histórico Provincial de Salamanca se crea en cumplimiento del Decreto de 12 de noviembre de 1931 de los Ministerios de Justicia e Instrucción Pública y Bellas Artes. Tras mencionado Decreto, se encomendó al archivero de la Delegación de Hacienda la recogida y organización de los fondos documentales que iban a integrar el Archivo Histórico Provincial de Salamanca. En un principio, se instaló  en el último piso del Palacio de Anaya, cedido por la Universidad Literaria.
Durante la Guerra Civil, el local estuvo ocupado por el Servicio de Prensa y Propaganda, dejando el archivo en condiciones precarias. Aunque en 1940, tras la visita del Ministro de Educación, se solicitaron mejoras para el archivo, éstas no se llevaron a cabo y en 1943 se declaró un incendio que afectó a la sala de investigadores. En 1950, se decidió el traslado al edificio del antiguo instituto, en el Patio de Escuelas Menores, si bien con instalaciones muy deficitarias y problemas de cubiertas y saneamiento. No será hasta el año 1969 cuando se acometan obras de cierta envergadura para la mejora del Archivo.
Durante todos estos años se fueron recogiendo los fondos documentales dictados por la normativa: Protocolos Notariales y documentación histórica y semiactiva de la Delegación de Hacienda fundamentalmente. Desde 1982, se transfirieron los de la Administración Central Periférica, Secretaría General del Movimiento, AISS y Administración Autonómica.
Para albergar toda esta documentación, se alquiló parte del Monasterio de Santa Clara y más tarde se acondicionó un silo cedido por el Ministerio de Agricultura situado en el barrio de Tejares. Se trataba en todo caso de instalaciones precarias y, desde que en 1982 el Ministerio de Cultura tomó la decisión de construir un nuevo edificio para archivo, no cesaron las gestiones. Finalmente, todo ello llegó a buen término, con el inicio de su construcción en 1992 y su conclusión en 1995. A partir de diciembre de 1997 se comenzaba el traslado de los fondos documentales y servicios administrativos desde el Monasterio de Santa Clara y desde el Patio de Escuelas Menores a la nueva sede de la calle Las Mazas.
El nuevo edificio comenzó a prestar servicio público en 1998. Por fin, el Archivo contó y cuenta con un edificio propio, capaz y amplio.

## Edificio e instalaciones

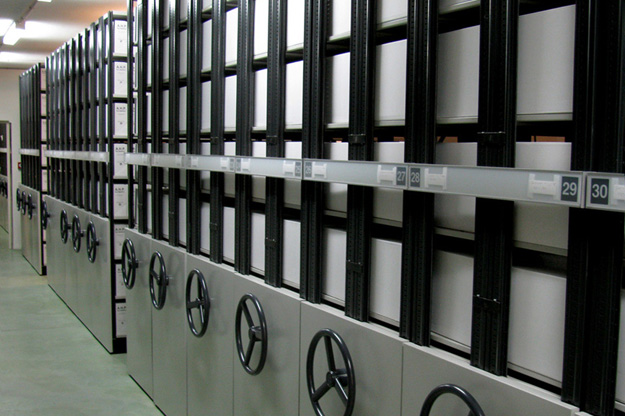
Depósitos del Archivo Histórico Provincial de Salamanca

El Archivo Histórico Provincial de Salamanca, de nueva planta, consta de cinco niveles que albergan los depósitos de documentación. La capacidad total de estanterías móviles es de 22 250 metros lineales, de los cuales actualmente están ocupados unos 17 000. 
En cuanto a los servicios de archivo, están repartidos en tres de los cinco niveles:
- La planta baja, dedicada a sala de exposiciones (vestíbulo), sala de conferencias, muelle de descarga de documentos, sala de reuniones y sala de investigadores, que cuenta con veinticuatro puestos.
- La planta primera cuenta con zonas de trabajo y sala de reprografía. En un futuro albergará los laboratorios de reprografía y restauración.
- En la planta segunda se encuentran los despachos de dirección, secretaría y varias salas de trabajo de personal técnico.

El edificio está totalmente adaptado para personas con discapacidad.

## Fondos documentales
El Archivo Histórico Provincial de Salamanca conserva gran variedad de fondos documentales. Tras su creación comenzaron a recogerse los Protocolos notariales centenarios que, además de ser el fondo más consultado, suponen una parte muy importante del conjunto documental del Archivo.

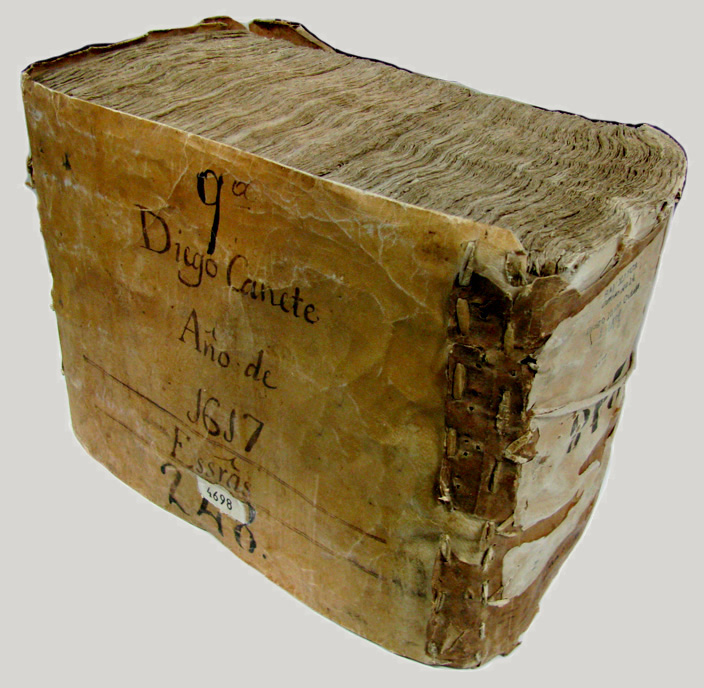
Protocolo notarial de Diego Nieto Cañete. 1617

Posteriormente se transfirió la documentación de la Delegación de Hacienda, incluido el Catastro del Marqués de la Ensenada, y los Registros de Contaduría de Hipotecas. El fondo de la Delegación de Hacienda es el más voluminoso del Archivo y una fuente documental de primera mano para conocer la historia de la provincia.
A raíz del Decreto 914/1969 comenzaron a ingresar fondos de la Administración periférica del Estado. De ellos cabe destacar la documentación del antiguo Gobierno Civil, o el fondo de la Jefatura Provincial de Obras Públicas, que junto con los expuestos anteriormente son de los fondos más demandados por los investigadores como fuente para el estudio de la administración contemporánea en la provincia. También llegaron entonces los fondos de las extinguidas Instituciones del Movimiento Nacional.
El volumen de la documentación ha seguido incrementándose con la de carácter autonómico y más recientemente con los fondos de los organismos judiciales de la provincia.

## Servicios del Archivo
El Archivo Histórico Provincial de Salamanca, de titularidad estatal y gestionado por la Junta de Castilla y León, cuenta entre sus servicios con el de asesoramiento e información al ciudadano; el servicio de consulta y reproducción documentales, el de biblioteca especializada y el de difusión cultural y educativa. 

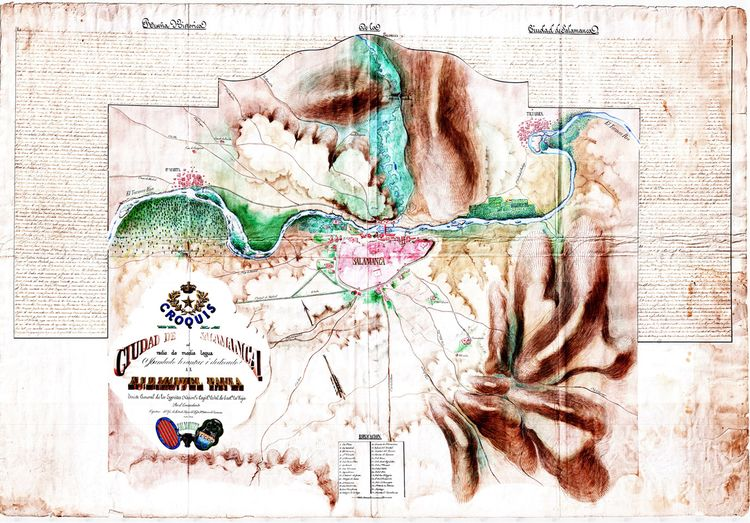
Croquis de Salamanca. 1846